# Producteur de cinéma
Pour les articles homonymes, voir Producteur.
 (décembre 2023).
Si vous disposez d'ouvrages ou d'articles de référence ou si vous connaissez des sites web de qualité traitant du thème abordé ici, merci de compléter l'article en donnant les références utiles à sa vérifiabilité et en les liant à la section « Notes et références ».
Un producteur de cinéma, ou productrice au féminin, est la personne qui est responsable de l'ensemble du processus de fabrication du film au sein de l'entreprise de production. C'est toutefois cette dernière qui possède, fabrique, et exploite l'œuvre cinématographique ainsi produite. Le producteur est la plupart du temps l'un des actionnaires de cette entreprise, souvent majoritaire, parfois le seul, mais il peut aussi, par exemple dans le cas des grandes compagnies de production, n'en être qu'un dirigeant. 
Pour ce faire, c'est à lui qu'appartient la tâche de choisir le projet de film présenté par un scénariste ou par un réalisateur (qui, en France, est souvent à l'origine du projet). Il supervise l'écriture ou la réécriture du scénario. Les premiers frais sont engagés dans, par exemple, la rémunération des auteurs, l'acquisition des droits d'adaptation d'un livre ou l'emploi de scénaristes.
Une fois que le producteur de cinéma a validé la version définitive du scénario, il se met en quête de réunir les moyens financiers pour le réaliser. Ainsi, son rôle est aussi bien artistique que financier.
Si les moyens suffisants sont réunis, le producteur lance la fabrication du film. Ainsi, il participe à la préparation du film tant dans les choix des décors que du casting. Il encadre le tournage et la postproduction qu'il coordonne. Durant le tournage, il entretient une relation étroite avec le réalisateur. Il veillera également à ce que le plan de tournage soit respecté et le budget tenu. Enfin, il supervise éventuellement le montage, assure la diffusion et l'exploitation du film. Souvent, cette exploitation est confiée à un distributeur.
Le producteur est également le garant juridique et social du projet.
En France, le montage définitif est décidé par le réalisateur et le producteur qui devront, d'un commun accord, s'entendre sur la version définitive du montage du film.

## Définition légale
« Le producteur de l'œuvre audiovisuelle est la personne physique ou morale qui prend l’initiative et la responsabilité de la réalisation de l'œuvre ».
Le producteur peut être le maître d'ouvrage (responsabilité financière) et/ou le maître d’œuvre (responsabilité artistique). Ses tâches principales sont :
- de piloter la conception du projet (supervision de l'écriture du scénario) ;
- d'en étudier la faisabilité ;
- de concevoir le montage financier, en recherchant des financements (partenaires, aides, etc.) ;
- d'établir et de faire respecter l'agenda (planning) de la fabrication ;
- d'exploiter l’œuvre produite (dont l'exploitation est généralement confiée au distributeur).

Ces missions sont très souvent assurées par la même personne morale.

### Catégories de producteurs
Un producteur travaille rarement seul, sauf sur des productions modestes en termes de budget.
- Producteur délégué
- Producteur exécutif

Le terme producteur désigne des fonctions très différentes selon les pays.
Schématiquement, on peut opposer le producteur de studio (ou major de cinéma), c’est-à-dire une grande entreprise de production s'appuyant sur les banques et autres organismes financiers, et le producteur indépendant qui travaille pour une structure et compte bien souvent sur les aides d'organismes divers.

### En France
Voici quelques exemples d'organismes auxquels un producteur français peut faire appel pour trouver des financements.
Par exemple, le CNC (Centre national du cinéma et de l'image animée), la PROCIREP, les chaînes de télévision hertziennes TF1, France télévision, Arte, M6 ou par abonnement comme Canal+, Orange, TPS (Société ayant disparu en décembre 2008), CinéCinéma, la distribution de film, les SOFICA qui sont des établissements financiers, les aides régionales, le crédit d'impôt. Mais aussi proposer à des sociétés de production françaises et étrangères de coproduire le film en contrepartie d'un apport numéraire. Les sponsors et fondations comme la Fondation GAN.
On distingue différents types de producteurs :
- producteur délégué : le garant juridique, administratif, financier, artistique du projet. C'est lui qui porte la responsabilité de bonne fin du projet (Loi no 2016-925 du 7 juillet 2016 relative à la liberté de la création) ;
- producteur exécutif : prestataire de service qui est commandité par le producteur délégué pour fabriquer tout ou partie du film. Il ne possède aucun droit sur les ventes du film ;
- coproducteur : producteur qui possède sa propre société de production qui propose d'investir ses moyens dans la fabrication du film en contrepartie d'une rémunération sur l'exploitation ;
- producteur associé : intervient en fin de tournage, lorsque des fonds sont nécessaires pour finir le film et que tout a été dépensé.

Il existe aussi le directeur de la production, employé par le producteur pour gérer le budget du film ainsi que l'organisation juridique du projet. Le directeur de production est souvent aidé d'un assistant de production.
Le producteur délégué est également assisté par le secrétaire de production, notamment dans le cadre des tâches administratives de la société de production.

### Aux États-Unis
- Producteur délégué (en anglais, executive producer) : c’est le responsable juridique et financier du film, notamment vis-à-vis des autres investisseurs. Il reçoit l’argent, le redistribue et s’engage à finir les films. Généralement, il est à l'origine du projet, charge des sociétés spécialisées de l'écriture du scénario et choisit le réalisateur qui n'a qu'un rôle de metteur en image dans le cadre d'un film de commande. Le producteur délégué possède le final cut et a la possibilité de remplacer le réalisateur à tout moment. Toutefois, dans le système des gros studios, le rôle du producteur délégué américain (executive producer) peut être endossé par le studio ou toute personne qui apporte le financement et ne participe aucunement au tournage. Ils sont crédités « produced by » ou « producers » au générique.
- Producteur exécutif (en anglais, line producer ou executive in charge of production) :  c'est le responsable mandaté par le producteur délégué (l'executive producer ou le studio) pour réunir tous les membres, techniciens et équipes de tournages. Il travaille en étroite collaboration avec le réalisateur pour assurer le suivi de production, négocie les contrats avec les équipes, facilite le casting des comédiens ainsi que les voyages et les déplacements des membres de l'équipe, communique directement avec le studio et adapte le tournage pour rester dans le budget. Par exemple, il peut choisir un lieu de tournage différent ou décider s'il faut tourner une scène spécifique en studio plutôt qu'en ville. Il gère les problèmes inattendus sur le tournage, tels que le temps et les accidents, et assure la liaison entre les équipes de tournage et le studio. Il est présent à toutes les étapes du tournage et sur les plateaux.

### Quelques grands producteurs de cinéma
Les exemples célèbres sont :
Dino De Laurentiis, Joel Silver, Harvey Weinstein, Brad Bird, William Fox, John Lasseter, David O. Selznick, Charles Pathé, Carlo Ponti, Carl Reiner, Bob Gale, Robert Evans, Albert R. Broccoli, Darryl F. Zanuck, Jack Warner, Louis B. Mayer, Irving Thalberg, Léon Gaumont, Luc Besson, Jerry Bruckheimer, Lana et Lilly Wachowski ...
- Lorenzo di Bonaventura, producteur des films et projets Transformers et G.I. Joe, proche des studios Paramount et des propriétés Hasbro.
- Walt Disney, en tant que créateur de l'ensemble des œuvres originales Disney,
- Kathleen Kennedy, productrice associée d'un grand nombre de films de Steven Spielberg et qui est la principale productrice des films et séries de l'univers Star Wars après le rachat par Disney,
- Kevin Feige, particulièrement en tant que président de Marvel Studios.